# La Ville-Dieu-du-Temple
La Ville-Dieu-du-Temple là một commune of the Tarn-et-Garonne département, in Pháp.